# Protokół badania klinicznego
Protokół badania klinicznego, protokół próby klinicznej – podstawowy dokument w klinicznym badaniu eksperymentalnym. Na podstawie protokołu badacze zbierają dane medyczne, które następnie wprowadzają do kart obserwacji klinicznej. Weryfikacją tych danych zajmuje się monitor badań klinicznych.
Protokół badania klinicznego zawiera:
1. tytuł badania klinicznego, datę sporządzenia protokołu badania klinicznego oraz jego numer
2. imię, nazwisko i adres albo nazwę i siedzibę sponsora
3. imię i nazwisko badacza lub imiona i nazwiska badaczy oraz adres i numer telefonu ośrodka badawczego
4. imiona i nazwiska oraz tytuły lub stopnie naukowe osób, które opracowały protokół badania klinicznego, oraz osób upoważnionych do dokonywania zmian w protokole
5. imię i nazwisko, adres i numer telefonu eksperta medycznego, któremu sponsor powierzył przygotowanie protokołu badania klinicznego
6. nazwę i adres laboratorium analitycznego oraz innych medycznych i technicznych instytucji zaangażowanych w prowadzenie badania klinicznego
7. nazwę i opis badanego produktu leczniczego
8. szczegółowy opis założeń badania klinicznego i postawionych celów
9. dane na temat potencjalnych korzyści oraz ryzyka dla uczestników badania klinicznego
10. opis i uzasadnienie drogi podania badanego produktu leczniczego, określonego dawkowania, sposobu dawkowania oraz okres leczenia i przewidywany czas udziału uczestników badania klinicznego w badaniu, z uwzględnieniem kolejności i czasu trwania wszystkich okresów badania klinicznego oraz okresu obserwacji po zakończeniu badania klinicznego, jeżeli dotyczy
11. opis postaci badanego produktu leczniczego i dane dotyczące jego pakowania i etykietowania
12. opis i liczbę uczestników badania klinicznego, z uwzględnieniem szczegółowych kryteriów doboru uczestników badania oraz kryteriów wyłączenia uczestnika z badania
13. plan badania klinicznego, z uwzględnieniem szczegółowego opisu punktów pierwszorzędowych i drugorzędowych, służących do oceny wyników badania klinicznego po jego zakończeniu, oraz określenie metod statystycznych, które będą zastosowane do oceny wyników, wraz z planowanym poziomem istotności statystycznej
14. kryteria zakończenia badania klinicznego
15. opis metody prowadzenia badania klinicznego oraz działań, które należy podjąć dla wyeliminowania możliwości nieobiektywnej oceny wyników
16. rodzaj leczenia, które ma być prowadzone, z uwzględnieniem wszystkich badanych produktów leczniczych oraz okresu obserwacji po zakończeniu badania klinicznego dla każdej badanej grupy uczestników
17. rodzaj dozwolonego leczenia, z uwzględnieniem produktów leczniczych do stosowania w sytuacjach nagłych, oraz leczenia niedozwolonego przed i w trakcie badania klinicznego
18. parametry określające skuteczność badanego produktu leczniczego oraz metody, czas oceny, rejestracji i analizy tych parametrów
19. parametry określające bezpieczeństwo badanego produktu leczniczego oraz metody, czas oceny, rejestracji i analizy tych parametrów
20. opis sposobu zgłaszania ciężkich niepożądanych zdarzeń i chorób towarzyszących i sporządzania pisemnych sprawozdań oraz rodzaj i czas trwania obserwacji uczestników badania klinicznego po wystąpieniu ciężkiego niepożądanego zdarzenia
21. wskazanie zasad wstrzymywania lub przerywania części badania klinicznego, całego badania klinicznego lub udziału w nim konkretnej osoby
22. opis procedur kontroli ilości badanego produktu leczniczego, w tym także placebo i produktu referencyjnego, jeżeli dotyczy
23. opis sposobu przechowywania numerów kodowych przydzielonych uczestnikom badania klinicznego zgodnie z zasadą losowego doboru uczestnika badania do grupy kontrolnej lub badanej i procedur ujawniania tych zasad
24. informacje, które będą zapisywane w karcie obserwacji klinicznej, stanowiące[j] dokument źródłowy
25. opis zagadnień etycznych dotyczących badania klinicznego
26. opis sposobu zapewnienia jakości prowadzenia badania klinicznego i jej kontroli
27. wskazanie zasad finansowania i ubezpieczenia badania klinicznego
28. wskazanie zasad publikowania danych, jeżeli nie zostały one określone w odrębnym dokumencie
29. wykaz piśmiennictwa zawierającego dane istotne dla badania klinicznego, które stanowią podstawę przygotowania protokołu badania klinicznego.